# Weszely János
Weszely János (1955 –) magyar dobos, zenetanár.

## Életpályája
A Bartók Béla Zeneművészeti Szakiskola dzsessz tanszakán végzett. Lemezfelvételeket készített Berki Tamással, Másik Jánossal, Felkai Miklóssal. A Budapest Ragtime Bandben játszott. 1985–1986-ban Szóda Vaszil művésznéven játszott a Hungária együttesben is. Ő dobolt a Hungária együttes 1995-ös népstadionbeli nagykoncertjén is, meghívott vendégként.
A 2008 óta működő Pálmai és Pálmai Dobakadémia tanára.